# Sunchon
Sunchon er en by i det centrale Nordkorea, med et indbyggertal på cirka 437.000. Byen var under Koreakrigen scene for et stort slag, der i dag er kendt som Slaget om Sunchon.
39°25′N 125°56′Ø / 39.417°N 125.933°Ø